# День-Добрый
День-До́брый (укр. День-Добрий) — село, расположенное на территории Городнянского района Черниговской области (Украина). Расположено в 14 км на северо-запад от райцентра Городни. Население — 19 чел. (на 2006 г.). Адрес совета: 15115, Черниговская обл., Городнянский р-он, село Владимировка, ул. Ленина, 174 , тел. 3-88-33. Ближайшая ж/д станция — Малая Строевка (линия Гомель-Чернигов), 10 км (напрямую, через лес). Основано в 1933 г.